# Mumlan
Mumlan är ett svenskt barnprogram med Gösta Ekman och Lena Söderblom som visades i 21 avsnitt på TV2 1973. Dekoren bestod av ihåliga, målade klossar och programidén var tidstypisk med pedagogiska inslag. I varje program berättade Ekman en saga om treårige Anders av Kerstin Thorvall, illustrerad av Ilon Wikland. Producenter var Monica Andrae, Ulla Berglund (avsnitt 1–4) och Annika de Ruvo (avsnitt 5–21).